# Páni z Biberštejna
Páni z Biberštejna (též z Bibrštejna, z Bibirštejna či Bieberštejna, nebo Biberštejnové, německy (von) Bieberstein) byli panský rod, do Čech přišlý ve 13. století z Míšeňského markrabství, kde sídlili na hradě Bieberstein.

## Historie

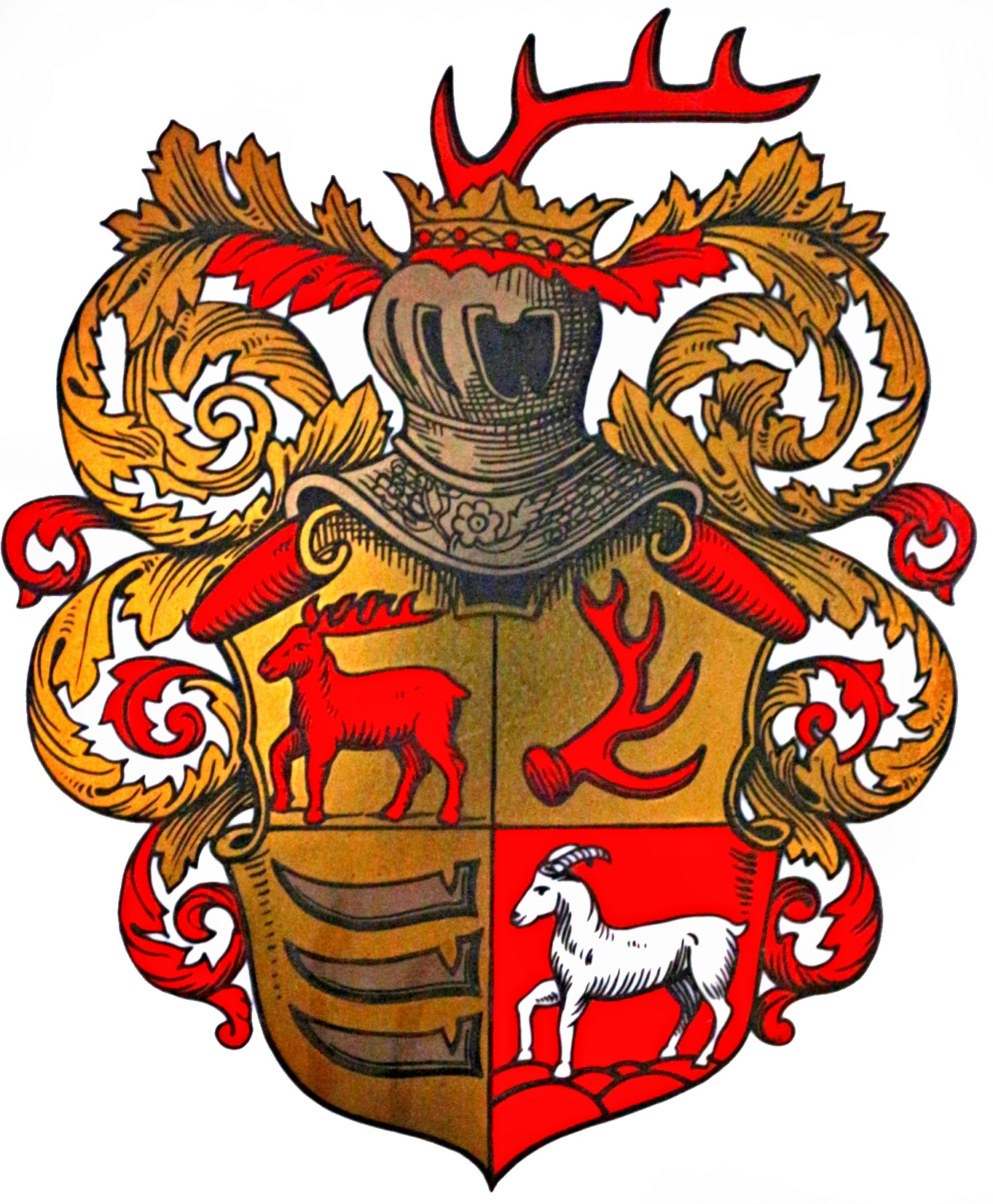
Polepšená podoba erbu

Po příchodu v 13. století jako první ve známost vešel Rudolf Biberstein (též zvaný Rulík nebo Rulek) tím, že v roce 1278 koupil od krále Přemysla Otakara II. panství s  hradem Frýdlant, které král předtím odňal Ronovcům. Jeho syn Jan získal Nymburk, v hromadění majetku úspěšně pokračoval i Bedřich z Biberštejna. Právě po příchodu do Čech nabyli největšího jmění, kromě Frýdlantu získali po roce 1340 i Tuchoraz, Chotěbuz a několik statků v Lužici a dokonce i ve Slezsku. Bedřichovi synové si roku 1416 rozdělili otcův majetek mezi sebe. V pozdějších letech se rod rozdělil na dvě větve. Tu první, frýdlantskou, založil Oldřich a která roku 1551 jeho vnukem Kryštofem vymřela. Majetek větve se dostal do rukou krále, přičemž část odkoupili Lobkovicové. Druhou větev založil Václav, přičemž další příslušník této větve, Karel z Biberštejna se snažil získat Frýdlant, ale ani jeho potomci nedokázali udržet dosavadní majetek rodu. Poslední potomek rodu, Eliška z Biberštejna, zemřela v roce 1683.
Do historie města Mimoně se zapsal roku 1570 Karel z Biberštejna tím, že zde nechal postavit panský dům, z něhož pozdějšími přestavbami vzešel zámek.

## Příbuzenství
Spojeni byli s Lobkovici, Berky z Dubé, Šliky, Trčky, Vartemberky a dalšími rody.

## Erb
Ve zlatém poli měli červený jelení paroh, Paprockým z Hlohol nazývaný pro svůj tvar jako korál. Později svůj znak rozšířili o dvě další pole s jelenem a třemi kosami.
Města která ve svém znaku mají rudé paroží biberštejnského rodu:

Frýdlant
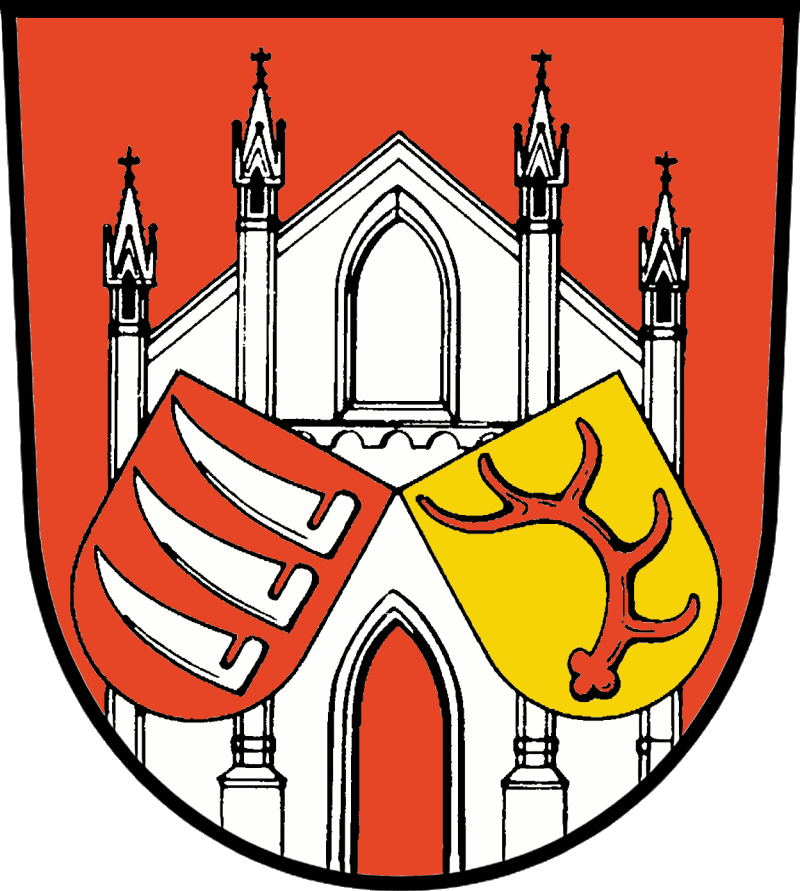
Bezkov
Żary
Trzebiel
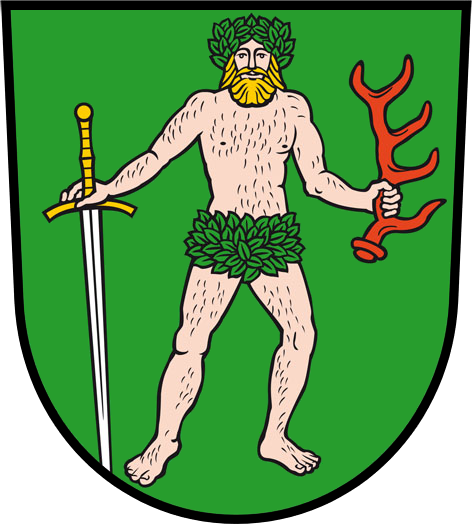
Bad Muskau
Forst (Lužice)
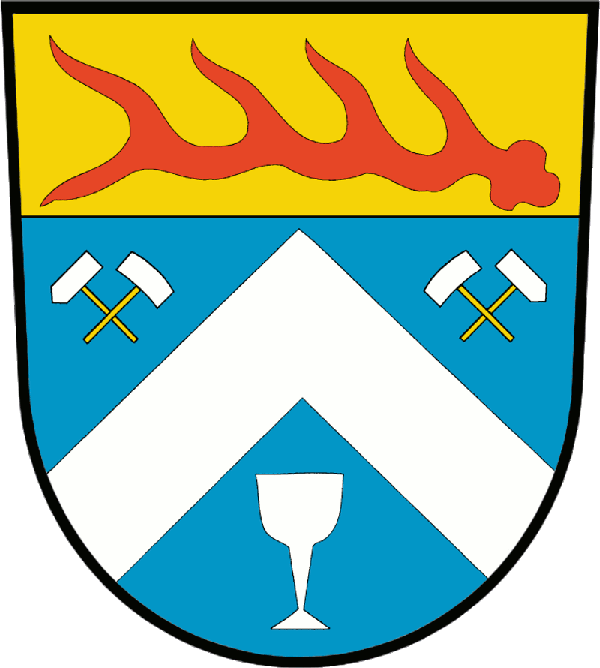
Drbno
Závidov

## Pověst
Nejmovitější příslušník rodu, Bedřich z Biberštejna, podle pověsti měl hrát s ďáblem v kostky, prohrál duši, avšak za odměnu mu pekelník rozoral skálu pod hradem. Při Bedřichově pohřbu tvrdili ti, co nesli jeho rakev, že byla nápadně lehká, a že tedy si ho sám vládce pekel odnesl.

## Osobnosti rodu
- Jan z Biberštejna (1290–1306), na Frýdlantě
- Bedřich z Biberštejna (asi před rokem 1306–1360), na Frýdlantě a Žarov (Żary), stoupenec císaře Karla IV.
- Jindřich z Biberštejna (1341/42)
- Jan z Biberštejna (* 1342; † 3. února 1424 v Žarově), společně se svým bratrem Oldřichem zdědil roku 1360 v Severní Čechy panství Frýdlant, a Hamrštejn s Libercem, a další panství ve Slezsku, Horní a Dolní Lužici, mj.: Lanckorona, Tuchořice, Žarov, Bezkov a Štorkov[2]
- Oldřich z Biberštejna (1360–1406)
- Oldřich z Biberštejna (1428/54), na Frýdlantě a ve Forstu
- Václav z Biberštejna (1428/54), jeho bratr, na Frýdlantě a Forstu
- Bedřich z Biberštejna (1428/54), jeho bratr, na Frýdlantě a Forstu
- Oldřich V. z Biberštejna (* 1457; † 28. ledna 1519 ve Frýdlantě), od roku 1463 majitel panství Frýdlant. Stál na katolické straně proti Jiřímu z Poděbrad, proto v roce 1469 frýdlantský hrad poničili husité. Hrad byl obnoven. Po zdlouhavých jednáních získali panství ve Slezsku a Lužici.[3]
- Jáchym I. z Biberštejna (* kolem roku 1455-březen/duben 1521), roku 1516 koupil hrad Děvín s Osečnou a hrad Ralsko u Mimoně, zdědil panství Frýdlant a Hamrštejn s Libercem. V toruňské oblasti (Thorn) ve Západním Prusku byl v roce 1529 prostředníkem mezi velmistrem řádu německých rytířů polským králem.
- Karel z Biberštejna (* 28. března 1528? - 27. dubna 1593), na zámku Nový Stránov v obci Jizerní Vtelno u Mladé Boleslavi, v letech 1554 až 1588 hejtman Hlohovského knížectví ve Slezsku, v letech 1566 až 1571 vrchní mincmistr Českého království v Kutné Hoře. Zmocněnec utrakvistických stavů v Zemském sněmu, roku 1589 získal panství Stránov jižně od Mladé Boleslavi
- Kryštof z Biberštejna (1551), na Frýdlantě[3]
- Jan VI. (od roku 1547 svobodný pán) z Biberštejna († 9. prosince 1550), syn Oldřicha V., poručník dětí svého roku 1521 zesnulého bratra Jáchyma I. Správce panství Frýdlant a Hamrštejn s Libercem, v roce 1524 získal severočeské panství Kost, hrad Trosky a město Sobotku, v letech 1527 až 1548 byl hejtmanem Boleslavského okresu. Roku 1549 mluvčí panské sněmovny v Zemském sněmu Království českého
- Václav z Biberštejna (1554), pán na Žarově
- Mathias z Biberštejna, pán v Brodech
- Baltazar z Biberštejna (1521), jeho syn, pán ve Forstu
- Melchior z Biberštejna (1521), jeho bratr, pán ve Forstu
- Jahn z Biberštejna (1521), jeho bratr, pán ve Forstu
- Hieronymus z Biberštejna (–1549), pán ve Frýdlantě
- Jan z Biberštejna (1518–1550), na Frýdlantě a Kosti
- Kryštof z Biberštejna (–1551), na Frýdlantě
- Jan Wilhelm z Biberštejna (–1624)
- Anna z Biberštejna, jeho manželka, paní v Brodech
- Ferdinand z Biberštejna (–1629)
- Eva z Biberštejna, jeho manželka, paní v Brodech
- Ferdinand z Biberštejna (Ferdinand II., ?–1667), poslední mužský potomek linie Forst a Brody
- Jan Vilém, svobodný pán z Biberštejna na Forstu, otec Alžběty sv. paní z Biberštejna, zesnulé roku 1683
- Alžběta, svobodná paní z Biberštejna, zemřela v roce 1683 jako představená říšského svobodného evangelického kláštera v Quedlinburgu, vdaná za Jana Albrechta (IV.) Hovoru Křineckého svobodného pána z Ronova, ve Vídni 6. listopadu 1670 říšský hrabě z Ronova a Biberštejna (1624–1707), s erbovním spojením Ronovců a Biberštejnů